# Pegesimallus munroi
Pegesimallus munroi là một loài ruồi trong họ Asilidae. Pegesimallus munroi được Bromley miêu tả năm 1936.